# Porsche Tennis Grand Prix 1990
Il Porsche Tennis Grand Prix 1990 è stato un torneo femminile di tennis giocato sul sintetico indoor. È stata la 13ª edizione del Porsche Tennis Grand Prix, che fa parte della categoria Tier II nell'ambito del WTA Tour 1990. Si è giocato nel Filderstadt Tennis Club di Filderstadt in Germania, dal 15 al 21 ottobre 1990.

## Campionesse

### Singolare
Mary Joe Fernández ha battuto in finale  Barbara Paulus con il punteggio di 6–1, 6–3

### Doppio
Mary Joe Fernández /  Zina Garrison hanno battuto in finale  Mercedes Paz /  Arantxa Sánchez Vicario con il punteggio di 7–5, 6–3